# Nové Těchanovice
Nové Těchanovice (německy Neu Zechsdorf, resp. Neuzechsdorf) jsou vesnice, místní část města Vítkov v okrese Opava. Nacházejí se ve Vítkovské vrchovině zhruba 4,5 km severozápadně od Vítkova, v nadmořské výšce 490 až 508 m.

## Název
Jméno vesnice bylo odvozeno od osobního jména Těchan. Původně šlo o pojmenování obyvatel vsi, Těchanovici, které znamenalo "Těchanovi lidé". Ves byla pojmenována po olomouckém kanovníkovi Těchanovi (polatinštěně Techontiovi) doloženém v letech 1268-1308. Německé jméno vsi vzniklo z českého. Přívlastek Nové doložen od konce 15. století.

## Historie
Poprvé jsou Nově Těchanovice písemně zmíněny roku 1414. Od roku 1431, kdy Mnišek z Těchanovic prodal Staré i Nové Těchanovice Dětochovi z Šumvaldu, sdílela ves osudy Svatoňovic, resp. vikštejnského panství. V roce 1516 držel Staré a Nové Těchanovice Václav z Fulštejna zástavou od Bernarda Bírky z Násile. Při dělení panství v roce 1671 připadly Nové Těchanovice Heleně Kateřině Oderské a koncem 17. století náležely opět vikštejnskému panství. V roce 1708 byly intabulovány dceři Heleny Kateřiny – Marii Františce von Reich spolu s panstvím Čermná. Od poloviny 18. století patřily ke statku Melč.
Jednalo se o malou zemědělskou, podhorskou obec s tradiční těžbou břidlice. V roce 1900 činila celková rozloha hospodářské půdy 632 ha, z toho pole zabírala 340 ha, lesy 159 ha, louky 100 ha, pastviny 25 ha, zahrady 8 ha, bylo zde 49 koní, 345 kusů skotu a 148 kusů bravu. Roku 1856 se těžbě břidlice věnovalo 100 zaměstnanců, v roce 1900 zde existovaly 3 břidlicové lomy. Nové Těchanovice byly téměř čistě německou obcí. Roku 1880 v obci bylo 88 domů a žilo zde 447 osob, hlásících se k německé národnosti. Podle sčítání lidu v roce 1921 zde bylo 92 domů, ze 408 obyvatel obce se hlásilo k české národnosti jen 7 osob, 400 k národnosti německé. V roce 1889 byl v obci založen hasičský spolek, o rok později zemědělský spolek. Nacházel se zde kostel sv. Mikuláše z 18. století, od roku 1785 zde byla fara. Budova jednotřídní obecné školy zde byla postavena mezi léty 1840–1855.
V meziválečném období zde byla nejsilnější politickou stranou Deutsche Nationalpartei (DNP), značný počet voličů získala rovněž DCV, v roce 1935 vyhrála volby SdP. Obec byla osvobozena 5. května 1945. Původní obyvatelstvo bylo odsunuto a obec nově osídlena. Ve volbách v roce 1946 odevzdalo z celkového počtu 68 voličů 28 hlas KSČ, 17 ČSL, 16 ČSD a 7 ČNS. V roce 1950 zde stálo 77 domů a žilo zde 265 obyvatel. Podle sčítání lidu z 1. prosince 1970 zde bylo 31 domů a 142 obyvatel, k 1. lednu 2000 zde žilo 112 osob.
Od roku 1850, kdy se Nové Těchanovice staly samostatnou obcí, k nim náležela osada Zálužné, do roku 1867 i Lhotka.

## Pamětihodnosti
- Farní kostel svatého Mikuláše